# Празники
Празники (словен. Prazniki) — поселення в общині Велике Лаще, Осреднєсловенський регіон, Словенія. 
Висота над рівнем моря: 451 м.